# Campeonato Mundial de Atletismo Júnior de 2012 - 400 m com barreiras feminino
A prova dos 400 metros com barreiras feminino do Campeonato Mundial de Atletismo Júnior de 2012 ocorreu entre os dias 12 e 14 de julho em Barcelona, na Espanha. 

## Recordes
Antes desta competição, os recordes mundiais e do campeonato nesta prova eram os seguintes:
|     | Nome           | Nacionalidade  | Tempo | Local    | Data                  |
| --- | -------------- | -------------- | ----- | -------- | --------------------- |
| WJR | Wang Xing      | China          | 54.40 | Nanquim  | 21 de outubro de 2005 |
| CR  | Lashinda Demus | Estados Unidos | 54.70 | Kingston | 19 de julho de 2002   |

## Medalhistas
| Ouro                  | Prata                   | Bronze             |
| Janieve Russell (JAM) | Aurèlie Chaboudez (FRA) | Kaila Barber (USA) |

## Cronograma
Todos os horários são locais (UTC+1).
| Data        | Hora  | Evento        |
| ----------- | ----- | ------------- |
| 12 de julho | 09:15 | Eliminatórias |
| 13 de julho | 19:35 | Semifinal     |
| 14 de julho | 20:45 | Final         |

## Resultados

### Eliminatórias
Qualificação: Os 4 primeiros de cada bateria (Q) e os 4 tempos mais rápidos (q). 
| Posição | Bateria | Raia | Atleta                   | Nacionalidade     | Tempo   | Notas                |
| ------- | ------- | ---- | ------------------------ | ----------------- | ------- | -------------------- |
| 1       | 1       | 7    | Kübra Sesli              | Turquia           | 58.01   | Q                    |
| 2       | 2       | 8    | Olena Kolesnychenko      | Ucrânia           | 58.40   | Q                    |
| 3       | 1       | 2    | Vilde J. Svortevik       | Noruega           | 58.46   | Q,                   |
| 4       | 4       | 3    | Janieve Russell          | Jamaica           | 58.57   | Q                    |
| 5       | 2       | 4    | Sage Watson              | Canadá            | 58.99   | Q,                   |
| 5       | 1       | 8    | Christine Salterberg     | Alemanha          | 58.99   | Q                    |
| 7       | 1       | 9    | Eva Trošt                | Eslovênia         | 59.15   | Q,                   |
| 8       | 1       | 4    | Valentine Huze           | França            | 59.20   | q,                   |
| 9       | 3       | 8    | Anastasiia Lebid         | Ucrânia           | 59.28   | Q                    |
| 10      | 4       | 4    | Agnieszka Karczmarczyk   | Polónia           | 59.31   | Q                    |
| 11      | 5       | 8    | Taylor Farquhar          | Canadá            | 59.38   | Q                    |
| 12      | 5       | 9    | Aurèlie Chaboudez        | França            | 59.56   | Q                    |
| 13      | 4       | 9    | Tessa Consedine          | Austrália         | 59.66   | Q                    |
| 14      | 4       | 8    | Anna Ustinova            | Rússia            | 59.74   | Q                    |
| 15      | 2       | 9    | Kernesha Spann           | Trinidad e Tobago | 59.84   | Q                    |
| 16      | 1       | 6    | Oona Hujanen             | Finlândia         | 1:00.01 | q,                   |
| 17      | 2       | 7    | Kaila Barber             | Estados Unidos    | 1:00.02 | Q                    |
| 18      | 3       | 5    | Sara Klein               | Austrália         | 1:00.06 | Q                    |
| 19      | 5       | 3    | Tasabih Mohamed El Sayed | Sudão             | 1:00.13 | Q                    |
| 20      | 5       | 5    | Shamier Little           | Estados Unidos    | 1:00.14 | Q                    |
| 21      | 2       | 6    | Effrosíni Theodórou      | Grécia            | 1:00.19 | q                    |
| 22      | 4       | 7    | Emel Sanli               | Turquia           | 1:00.56 | q                    |
| 23      | 5       | 6    | Marina Zaiko             | Cazaquistão       | 1:00.63 |                      |
| 24      | 3       | 7    | Devinn Cartwright        | Bahamas           | 1:00.72 | Q                    |
| 25      | 3       | 3    | Olga Vovk                | Rússia            | 1:00.73 | Q                    |
| 26      | 3       | 9    | Izelle Neuhoff           | África do Sul     | 1:00.83 |                      |
| 27      | 1       | 5    | Ane Fourie               | África do Sul     | 1:00.93 |                      |
| 28      | 5       | 7    | Minjia Cai               | China             | 1:01.06 |                      |
| 29      | 4       | 6    | Pedrya Seymour           | Bahamas           | 1:01.09 |                      |
| 30      | 4       | 5    | R. Anu                   | Índia             | 1:01.14 |                      |
| 31      | 2       | 3    | Nóra Zajovics            | Hungria           | 1:01.28 |                      |
| 32      | 2       | 5    | Thi Huyen Nguyen         | Vietname          | 1:02.01 | Recorde da temporada |
| 33      | 5       | 4    | Irina Asanova            | Uzbequistão       | 1:02.04 |                      |
| 34      | 1       | 3    | Fanni Dániel             | Hungria           | 1:03.88 |                      |
| 35      | 3       | 6    | Abir Barkaoui            | Tunísia           | 1:04.42 |                      |
| 36      | 2       | 2    | Alba Casanovas           | Espanha           | 1:10.26 |                      |
|         | 3       | 4    | Adekoya Kemi             | Nigéria           | DNS     |                      |

### Semifinal
Qualificação: Os 2 primeiros de cada bateria (Q) e os 2 tempos mais rápidos (q). 
| Posição | Bateria | Raia | Atleta                   | Nacionalidade     | Tempo   | Notas           |
| ------- | ------- | ---- | ------------------------ | ----------------- | ------- | --------------- |
| 1       | 3       | 4    | Janieve Russell          | Jamaica           | 57.23   | Q               |
| 2       | 2       | 8    | Kaila Barber             | Estados Unidos    | 57.29   | Q,              |
| 3       | 2       | 7    | Vilde J. Svortevik       | Noruega           | 57.34   | Q, NJR          |
| 4       | 1       | 5    | Olena Kolesnychenko      | Ucrânia           | 57.35   | Q, PB           |
| 5       | 2       | 6    | Kübra Sesli              | Turquia           | 57.45   | q, NJR          |
| 6       | 3       | 5    | Aurèlie Chaboudez        | França            | 57.46   | Q,              |
| 6       | 1       | 3    | Shamier Little           | Estados Unidos    | 57.46   | Q               |
| 8       | 1       | 4    | Taylor Farquhar          | Canadá            | 57.82   | q,              |
| 9       | 1       | 6    | Christine Salterberg     | Alemanha          | 57.96   |                 |
| 10      | 2       | 5    | Sage Watson              | Canadá            | 58.04   | Recorde pessoal |
| 11      | 3       | 7    | Anastasiia Lebid         | Ucrânia           | 58.13   | Recorde pessoal |
| 12      | 3       | 8    | Eva Trošt                | Eslovênia         | 58.60   | Recorde pessoal |
| 13      | 3       | 3    | Emel Sanli               | Turquia           | 58.82   |                 |
| 14      | 3       | 6    | Sara Klein               | Austrália         | 58.93   |                 |
| 15      | 1       | 2    | Valentine Huze           | França            | 59.42   |                 |
| 16      | 2       | 4    | Tessa Consedine          | Austrália         | 59.75   |                 |
| 17      | 3       | 2    | Oona Hujanen             | Finlândia         | 59.88   | Recorde pessoal |
| 18      | 1       | 7    | Agnieszka Karczmarczyk   | Polónia           | 59.94   |                 |
| 19      | 1       | 9    | Tasabih Mohamed El Sayed | Sudão             | 59.95   |                 |
| 20      | 1       | 8    | Anna Ustinova            | Rússia            | 1:00.40 |                 |
| 21      | 2       | 9    | Kernesha Spann           | Trinidad e Tobago | 1:00.63 |                 |
| 22      | 2       | 3    | Effrosíni Theodórou      | Grécia            | 1:00.91 |                 |
| 23      | 2       | 2    | Olga Vovk                | Rússia            | 1:00.97 |                 |
| 24      | 3       | 9    | Devinn Cartwright        | Bahamas           | 1:03.88 |                 |

### Final
A prova final foi realizada no dia 14 de julho ás 20:45. 
| Posição           | Faixa | Atleta              | Nacionalidade  | Tempo | Notas |
| ----------------- | ----- | ------------------- | -------------- | ----- | ----- |
| Medalha de ouro   | 6     | Janieve Russell     | Jamaica        | 56.62 | WJR   |
| Medalha de prata  | 9     | Aurèlie Chaboudez   | França         | 57.14 | NJR   |
| Medalha de bronze | 4     | Kaila Barber        | Estados Unidos | 57.63 |       |
| 4                 | 7     | Olena Kolesnychenko | Ucrânia        | 58.10 |       |
| 5                 | 2     | Kübra Sesli         | Turquia        | 58.35 |       |
| 6                 | 5     | Vilde J. Svortevik  | Noruega        | 58.45 |       |
| 7                 | 3     | Taylor Farquhar     | Canadá         | 58.77 |       |
| 8                 | 8     | Shamier Little      | Estados Unidos | DNF   |       |

Legenda
| Recorde mundial       | Recorde mundial (World record)               |                       | Recorde africano                      | Recorde africano (African) |                                           | Q | Classificado por posição (Qualified) |
| Recorde do campeonato | Recorde do campeonato (Championship record)  | Recorde da América    | Recorde da América (Americas)         | q                          | Classificado por melhor tempo (Qualified) |   |                                      |
| Melhor marca do ano   | Melhor marca do ano (World leading)          | Recorde asiático      | Recorde asiático (Asian)              | DNS                        | Não largou (Did not start)                |   |                                      |
| Recorde nacional      | Recorde nacional (National record)           | Recorde europeu       | Recorde europeu (European)            | DNF                        | Não terminou (Did not finish)             |   |                                      |
| Recorde pessoal       | Recorde pessoal do atleta (Personal best)    | Recorde da Oceania    | Recorde da Oceania (Oceania)          | DSQ / DQ                   | Desclassificado (Disqualified)            |   |                                      |
| Recorde da temporada  | Recorde da temporada do atleta (Season best) | Recorde sul-americano | Recorde sul-americano (South America) | NM                         | Sem marca (No mark)                       |   |                                      |